# خطا (آلبوم ویکس)
خطا دومین مینی آلبوم گروه ویکس می‌باشد که در تاریخ ۱۳ اکتبر ۲۰۱۴ زیرنظر کمپانی جلی‌فیش منتشر شد. این آهنگ همراه با موزیک ویدیویش در نسخهٔ ژاپنی تحت نظر کمپانی ویکتور منتشر شد که به منزلهٔ شروع کار آن‌ها در ژاپن بود. نهایتاً این آهنگ در چین و تایوان هم منتشر شد و وارد جدول‌های موسیقی این دو کشور شد.

## پروموشن
پروموشن این آهنگ از ۱۵ اکتبر شروع شد و طی مدت پروموشن، پنج جایزه را از موزیک شوها دریافت کرد.

## آهنگسازی
این آهنگ توسط کیم آنا نوشته و توسط هوانگ سه‌جونگ و ملودیزاین آهنگسازی شده‌است. موزیک ویدیوی این آهنگ توسط هونگ وون‌کی از زنی بروز کارگردانی شده که او موزیک ویدیوهای زیادی از ویکس را در کارنامهٔ کاری خود دارد. این موزیک ویدیو با حضور هیو یونگجی از کارا به عنوان نقش دختر داستان فیلمبرداری شد.

## لیست آهنگ‌ها
※ آهنگ پررنگ شده، آهنگ اصلی آلبوم می‌باشد.
| خطا - نسخه کره‌ای | خطا - نسخه کره‌ای                                    | خطا - نسخه کره‌ای                   | خطا - نسخه کره‌ای                  | خطا - نسخه کره‌ای |
| شماره            | نام                                                 | سراینده                            | آهنگساز                           | مدت              |
| ---------------- | --------------------------------------------------- | ---------------------------------- | --------------------------------- | ---------------- |
| ۱.               | «قلب فولادی» (بخش آغازین)                           |                                    | ملودیزاین، لی سول‌گی               | ۰۰:۴۶            |
| ۲.               | «خطا»                                               | کیم آنا                            | هوانگ سه‌جون، ملودیزاین            | ۰۳:۴۶            |
| ۳.               | «بعد از تاریکی»                                     | ریو داسوم (جم فکتوری)، راوی        | آندرو چوی، ۲۲۰، جِیک‌کِی، هیلی ایتکن | ۰۳:۰۸            |
| ۴.               | «شکوفۀ آبی» (청춘이 아파) (ترجمه: "جوانی درد داره") | کیم جی‌هیانگ، راوی                  | ملودیزاین                         | ۰۳:۴۱            |
| ۵.               | «ماشین زمان»                                        | یک ماه و هشت روز (جم فکتوری)، راوی | آلبی آلبرتسون                     | ۰۳:۰۵            |
| ۶.               | «منتظر چی هستی»                                     | راوی                               | راوی                              | ۰۳:۱۱            |
| ۷.               | «خطا» (بی‌کلام)                                      |                                    | هوانگ سه‌جون، ملودیزاین            | ۰۳:۴۶            |
| مجموع مدت:       | مجموع مدت:                                          | مجموع مدت:                         | مجموع مدت:                        | ۲۲:۰۰            |

## انتشار در ژاپن
در ۱۰ دسامبر ۲۰۱۴، ویکس اولین ورود خود در صنعت موسیقی ژاپن را با انتشار نسخهٔ ژاپنی «خطا» انجام داد. در این نسخه از آلبوم، نسخهٔ ژاپنی آهنگ «جوانی درد داره» هم قرار دارد که در نهایت ۱۹۳۸۱ نسخه از آلبوم فروخته شد.
| خطا - تک‌آهنگ ژاپنی | خطا - تک‌آهنگ ژاپنی                     | خطا - تک‌آهنگ ژاپنی                                             | خطا - تک‌آهنگ ژاپنی     | خطا - تک‌آهنگ ژاپنی |
| شماره              | نام                                    | سراینده                                                        | آهنگساز                | مدت                |
| ------------------ | -------------------------------------- | -------------------------------------------------------------- | ---------------------- | ------------------ |
| ۱.                 | «خطا» (نسخۀ ژاپنی)                     | کیم آنا (متن آهنگ ژاپنی توسط شو فور دیگز، اینک گروپ)           | هوانگ سه‌جون، ملودیزاین | ۰۳:۴۸              |
| ۲.                 | «青春だって» (ترجمه: "جوانی درد داره") | کیم جی‌هیانگ، راوی (متن آهنگ ژاپنی توسط شو فور دیگز، اینک گروپ) | ملودیزاین              | ۰۳:۴۱              |
| ۳.                 | «خطا» (بی‌کلام)                         |                                                                | هوانگ سه‌جون، ملودیزاین | ۰۳:۴۸              |
| ۴.                 | «青春だって» (بی‌کلام)                  |                                                                | ملودیزاین              | ۰۳:۴۱              |

| دی‌وی‌دی ژاپنی | دی‌وی‌دی ژاپنی                     | دی‌وی‌دی ژاپنی |
| شماره        | نام                              | مدت          |
| ------------ | -------------------------------- | ------------ |
| ۱.           | «خطا» (موزیک‌ویدیوی نسخه ژاپنی)   | nil          |
| ۲.           | «خطا» (فیلمی از تهیهٔ نسخه ژاپنی) | nil          |

## نمودار عملکرد
| نمودار                     | وضعیت در نمودار | فروش          |
| -------------------------- | --------------- | ------------- |
| جدول ماهانۀ آلبوم‌های گائون | ۱               | - کره: ۹۳,۲۳۹ |
| جدول ماهانۀ آلبوم‌های گائون | ۲               | - کره: ۹۳,۲۳۹ |

## نامزدی‌ها و جوایز

### جوایز
| سال  | جایزه                          | دسته                              | گیرنده | نتیجه    |
| ---- | ------------------------------ | --------------------------------- | ------ | -------- |
| ۲۰۱۴ | بهترینِ بهترین‌های اِم‌تی‌وی اِس‌بی‌اِس | بهترین موزیک ویدیو                | خطا    | نامزدشده |
| ۲۰۱۴ | جوایز موسیقی سئول              | جایزه بونسانگ                     | خطا    | برنده    |
| ۲۰۱۴ | جوایز پاپ آسیای اِس‌بی‌اِس         | بهترین آهنگ سال                   | خطا    | نامزدشده |
| ۲۰۱۴ | جوایز رادیو کِی‌اِم‌سی             | بهترین موزیک ویدیو                | خطا    | نامزدشده |
| ۲۰۱۴ | جوایز رادیو کِی‌اِم‌سی             | بهترین آهنگ سال                   | خطا    | نامزدشده |
| ۲۰۱۵ | جوایز موسیقی سئول              | جایزه بونسانگ                     | خطا    | برنده    |
| ۲۰۱۵ | جوایز موسیقی جدول گائون        | جایزه بیشترین فروش در سه ماههٔ آخر | خطا    | نامزدشده |
| ۲۰۱۶ | جوایز دیسک طلایی               | جایزه دیسک بونسانگ                | خطا    | برنده    |

### جوایز برنامه‌های موسیقی
| آهنگ  | برنامه‌ی موسیقی | تاریخ         |
| ----- | -------------- | ------------- |
| "خطا" | شو چمپیون      | ۲۲ اکتبر ۲۰۱۴ |
| "خطا" | موزیک بانک     | ۲۴ اکتبر ۲۰۱۴ |
| "خطا" | اینکیگایو      | ۲۶ اکتبر ۲۰۱۴ |
| "خطا" | د شو           | ۲۸ اکتبر ۲۰۱۴ |
| "خطا" | د شو           | ۴ نوامبر ۲۰۱۴ |

## تاریخ انتشار
| منطقه         | تاریخ          | فرمت                  | کمپانی         |
| آلبوم کره‌ای   | آلبوم کره‌ای    | آلبوم کره‌ای           | آلبوم کره‌ای    |
| ------------- | -------------- | --------------------- | -------------- |
| کره جنوبی     | ۱۴ اکتبر ۲۰۱۴  | سی دی، دانلود دیجیتال | جلی‌فیش ، سی‌جِی  |
| در سراسر جهان | ۱۴ اکتبر ۲۰۱۴  | دانلود دیجیتال        | جلی‌فیش         |
| سینگل ژاپنی   |                |                       |                |
| ژاپن          | ۱۰ دسامبر ۲۰۱۴ | سی دی، سی‌دی + دی‌وی‌دی  | جلی‌فیش، ویکتور |
| سینگل چینی    |                |                       |                |
| چین           | ۷ ژوئیه ۲۰۱۵   | دانلود دیجیتال        | جلی‌فیش، کیوکیو |
| تایوان        | ۷ ژوئیه ۲۰۱۵   | دانلود دیجیتال        | جلی‌فیش، اَوِکس   |